# Mina Musan
La mina Musan (en chosŏn'gŭl, 무산광산연합기업소) es una gran mina de hierro ubicada en el noreste de Corea del Norte en la provincia de Hamgyŏng del Norte. Musan representa una de las mayores reservas de mineral de hierro de Corea del Norte y del mundo, con reservas estimadas de 3.000 millones de toneladas de mineral con una clasificación del 41 % de hierro metálico.
Las operaciones mineras de nivel industrial comenzaron en 1935 durante la ocupación japonesa de Corea y fueron realizadas por Mitsubishi Mining Co. Entre 1940 y 1945, la mina produjo un total combinado de 3 838 454 toneladas de concentrado de mineral con una concentración promedio de hierro del 58% de hierro elemental. La guerra de Corea detuvo las operaciones mineras, pero en 1989, la producción nacional de mineral de hierro aumentó a 9,8 millones de toneladas, con Musan produciendo más de dos tercios del total. La industria minera colapsó una vez más como resultado de la caída de la Unión Soviética y la hambruna en Corea del Norte de 1994 a 1999. Los niveles de producción en Musan todavía tienen que recuperarse a los máximos previos a la hambruna.